# Макс Вайсс
Мікша (Макс) Вайсс (нім. Max Weiß, угор. Weiss Miksa; 21 липня 1857 — 14 березня 1927) — австрійський шахіст.
Вайсс народився в містечку Середь в Угорському королівстві. Переїхавши до Відня, вивчав математику та фізику в університеті. Пізніше викладав ці предмети.
Навчився грати в шахи у віці 12 років і його майстерність зростала впродовж 1880-х.
- 1880, Грац, розділив 1-е місце з Адольфом Шварцем і Йоханнесом фон Мінквіцом.
- 1882, Відень, десятий, виграв дві гри проти Йоганна Цукерторта і зіграв унічию з Вільгельмом Стейніцом.
- 1883, Нюрнберг, десятий.
- 1885, Гамбург, розділив другу сходинку з Бертольдом Енґлішем і Зіґбертом Таррашем.
- 1887, Франкфурт-на-Майні, 2-3-й призи з Джозефом Генрі Блекберном.
- 1888, Бредфорд, 6-е місце разом з Блекберном.
- 1889, Нью-Йорк (Шостий Американський шаховий конгрес), набрав +24-4=10, розділивши 1-е місце з Михайлом Чигоріним, попереду Ґунсберґа та Блекберна.
- 1889, Бреслау, третє місце.
- 1890, Відень, посів першу сходинку п'єдесталу пошани, випередивши Йоганна Бауера і Бертольда Енґліша.

Турнір у Нью-Йорку 1889 року мав виявити претендента на звання Чемпіона світу з шахів, але ні Чигорін (який вже був програв у такому матчі), ні Вайсс не досягли успіху.
Ставши одним з найкращих гравців у світі, Вайс припинив виступати на міжнародному рівні після цього турніру, хоча й зіграв на кількох віденських турнірах.
1895 року переміг у матчі проти Ґеорґа Марко +5-1 =1 і разом з Карлом Шлехтером посів перше місце на зимовому турнірі 1895-96.
Приблизно тоді ж Вайсс почав працювати над створенням віденської шахової школи.
1905 року Вайсс пішов на роботу до банку S M von Rothschild у Відні.

## Книги
- «Caissa Bambergensis!», Bamberg, 1902;
- 200 in Problemturnieren ausgezeichnete Zweizüger, Ansbach, 1903;
- 240 Schachaufgaben von W. A. Shinkman, Potsdam, [1903];
- 150 Schachkuriositäten, gesammelt von Problematicus, Lpz., 1910;
- 150 Schachaufgaben von S. Loyd, 2 Aufl., В., 1912;
- Schachscherze, Mühlhausen, [1916];
- «Schachmeisterstreiche», Mühlhausen, [1918];
- Kleines Schachspiel-Lehrbuch, Mühlhausen, 1920;
- Theoretische Eröffnungen des Schachspiels, Ravensburg, [1938].